# Blel Kadri
Blel Kadri  (Bordéus, 3 de setembro de 1986) é um ciclista francês. Passou a profissionais em 2009 no seio da equipa AG2R La Mondiale, onde permaneceu até à sua retirada em 2016.

## Biografia
Blel Kadri ganhou em 2004 duas corridas juniors, o Tour de Lorraine e o Tour de Basse-Saxe. Na temporada de 2008, Blel Kadri ganhou uma etapa da Ronde d'Isard e terminou segundo da geral, ganhou uma corrida na que se encontravam também corredores profissionais, a Kreiz Breizh.
Desde o ano 2009, esteve unido à equipa AG2R La Mondiale. Em 2010 conseguiu uma vitória de etapa na sempre prestigiosa prova da Ruta del Sur e estreia na sua primeira Grande Volta, a Volta a Espanha na que acabou no posto 82.º. Um ano depois, estreia no Tour de France acabando na geral no posto 117.º. Em 2013 conseguiu ganhar a sua primeira clássica, a Roma Maxima, prova que têm conseguido ganhar ciclistas de grande renome como Alejandro Valverde.
Não obstante, sua melhor atuação chegou na oitava etapa do Tour de France de 2014, conseguindo a sua primeira etapa na Grande Volta graças a uma longa fuga a caminho de Gérardmer, e finalizada numa cota de 2.ª categoria (La Mauselaine).
Depois de deixar o ciclismo profissional, encontrou trabalho em Decathlon dentro do departamento de ciclismo.

## Palmarés
- 2007
  - 1 etapa do Tour de Thuringe

- 2008
  - 1 etapa de Ronde d'Isard
  - Kreiz Breizh Elites, mais 1 etapa

- 2010
  - 1 etapa da Ruta del Sur

- 2013
  - Roma Maxima

- 2014
  - 1 etapa do Tour de France

## Resultados em Grandes Voltas e Campeonatos do Mundo
| Corrida            | Corrida            | 2009 | 2010 | 2011  | 2012  | 2013  | 2014 | 2015  | 2016  |
| ------------------ | ------------------ | ---- | ---- | ----- | ----- | ----- | ---- | ----- | ----- |
|                    | Giro d'Italia      | —    | —    | —     | —     | —     | —    | —     | 147.º |
|                    | Tour de France     | —    | —    | 117.º | 89.º  | 125.º | 84.º | —     | —     |
|                    | Volta a Espanha    | —    | 82.º | —     | 169.º | —     | —    | 150.º | —     |
| Mundial em Estrada | Mundial em Estrada | —    | —    | Ab.   | —     | —     | —    | —     | —     |

—: não participa

Ab.: abandono

## Equipas
- AG2R La Mondiale (2008[1] -2016)